# 单萜
单萜（monoterpenes）是由两个异戊二烯单元组成，具有分子式C10H16的一类萜。单萜可以是链状的（无环的）或环状的（单环的和双环的）。修饰的萜烯，例如含有氧官能团或缺少甲基的萜烯，被称为单萜类（monoterpenoids）。单萜和单萜类有许多种，与制药、化妆品、农业和食品工业有关。 

## 生物合成
单萜衍生自焦磷酸异戊烯基单元，通过甲羟戊酸途径由乙酰基-CoA经甲羟戊酸中间体形成。IPP的另一种不相关的生物合成途径在某些细菌群体和植物的质体中是已知的，即所谓的MEP-（2-甲基-D-赤藓糖醇-4-磷酸）途径，系从C5糖类引发。在这两种途径中，IPP通过异戊烯基焦磷酸异构酶被异构化为DMAPP。
香叶基焦磷酸酯是单萜（同时也是单萜类）的前体。 从香叶焦磷酸中消除焦磷酸基形成无环的单萜，如香叶烯和罗勒烯。磷酸基团的水解生成原型无环单萜类香叶醇。额外的重排和氧化作用可提供化合物，例如柠檬醛、香茅醛、香茅醇、芳樟醇等。海洋生物中发现的许多单萜都被卤化，例如Halomon。

## 主要例子

Selected Monoterpenes and Monoterpenoids
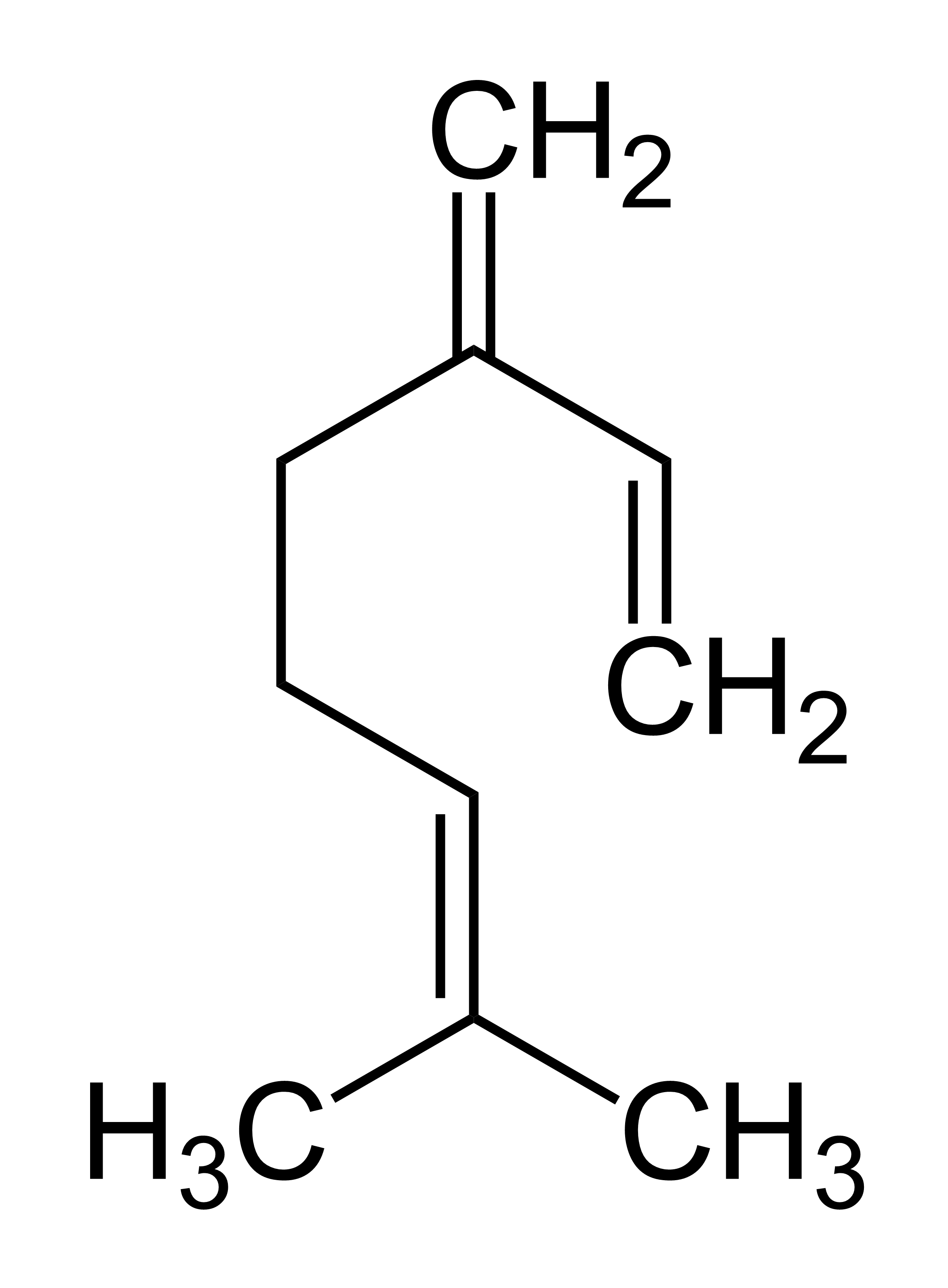
月桂烯为无环单萜，烯烃
薄荷醇是单环单萜
柠檬烯是单环单萜
香芹酮是单萜
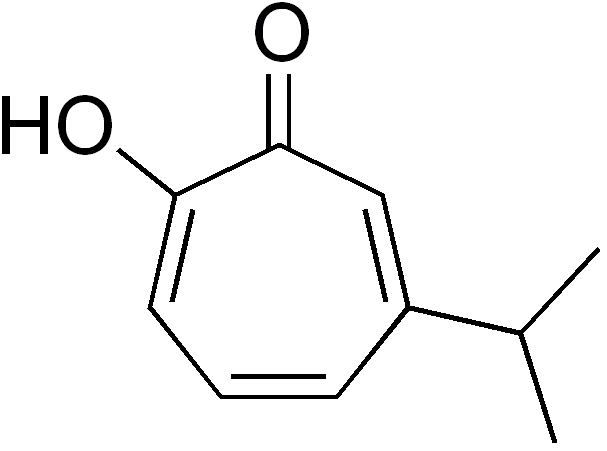
檜木醇是单萜类化合物，是α-环庚三烯酚酮衍生物
芳樟醇是一种无环的单萜

双环单萜包括3-蒈烯、桧烯、莰烯和侧柏烯。樟腦、冰片、桉叶油醇和驱蛔萜是分别含有酮基、醇羟基、醚键和桥联过氧化物官能团的双环单萜类化合物的实例。伞形酮是双环单萜酮的另一个实例。

## 自然角色
单萜存在于多种植物的许多部分，如树木的树皮、心材、软木以及蔬菜、水果和草药中。 香精油富含单萜。树木产生的几种单萜（例如芳樟醇、檜木醇和罗勒烯）具有杀菌和抗菌活性，并参与伤口愈合。 其中一些是为了保护树木免受昆虫侵袭而产生的。
森林排放单萜并形成气溶胶，被提议用作云凝结核（CCN）。这类气溶胶可以增加云层的亮度并降低气温。
许多单萜具有独特的气味和风味。例如黑胡椒的辛辣味来自沙比宁，3-胡萝卜素使大麻具有泥土的味道和气味，柠檬醛具有柠檬般的宜人气味，是柑橘类水果的独特气味的来源，而丁香烯和香芹酚分别是造成夏香薄荷和牛至的辛辣味的原因。

## 用途
许多单萜是挥发性化合物，其中一些众所周知，是在许多植物的精油中发现的芳香剂。例如用于香料和化妆品的樟脑、柠檬醛、香茅醇、香叶醇、柚子硫醇、桉叶油醇、罗勒烯、香叶烯、柠烯、芳樟醇、薄荷醇、莰烯和蒎烯和用于清洁产品的柠檬烯和紫苏醇。 
许多单萜用作食品香料和食品添加剂，如乙酸龙脑酯、柠檬醛、桉叶油醇、薄荷醇、檜木醇、莰烯和柠烯。薄荷醇、檜木醇和百里酚也用于口腔卫生产品。百里香酚还具有防腐和消毒性能。
植物产生的挥发性单萜可以吸引或驱除昆虫，因此其中一些可用于驱蚊剂，例如香茅醇、桉叶油醇、柠烯、芳樟醇、檜木醇、薄荷醇和百里酚。 
驱蛔萜、樟脑和桉叶油醇是具有药物用途的单萜。 